# Santuario di Santa Maria di Capo Colonna
Il santuario di Santa Maria di Capo Colonna si trova vicino all'area archeologica di Capo Colonna, sul promontorio Lacinio, presso Crotone, e custodisce un'icona particolarmente venerata.

## Storia
L'edificio è ubicato nei pressi del tempio dedicato a Hera Lacinia, del quale oggi rimane un'unica colonna dorica. La struttura attuale fu eretta dai monaci basiliani di Salice Salentino probabilmente fra l'XI e il XIII secolo e certamente prima del Cinquecento, quando la chiesa e l'icona furono descritte nel Libro dei miracoli, un manoscritto che racconta di un tentativo ottomano di distruggere o trafugare il quadro che sarebbe avvenuto nel 1519.
La chiesa fu sottoposta a numerosi rimaneggiamenti nel corso dei secoli. Nel Settecento fu trasformata in romitorio e nel 1897 assunse l'aspetto attuale per l'ampliamento progettato dal marchese Anselmo Berlingeri.

## L'icona

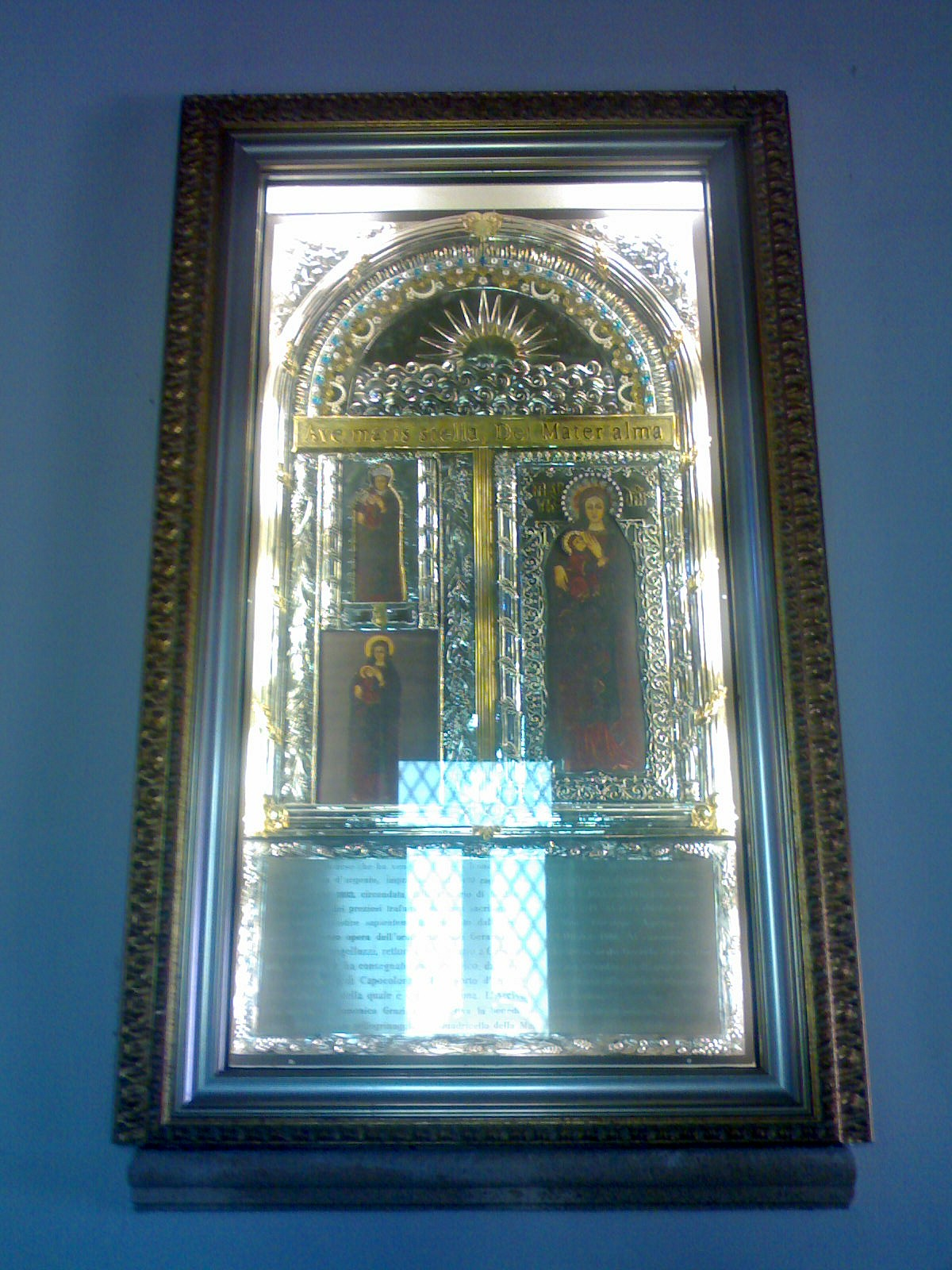
Il quadro della Madonna di Capocolonna

L'icona, probabilmente bizantina, risale al X o all'XI secolo. Il dipinto, che si rifà all'iconografia di San Luca, sarebbe stato donato al santuario, secondo la tradizione, da San Dionigi l'Areopagita. Il quadro subì a sua volta diversi rimaneggiamenti. Un tempo conservata all'interno della chiesa, l'icona è stata successivamente trasferita nel Duomo di Crotone da dove, in occasione della festa della Madonna di Capo Colonna, viene portata in processione fino al santuario.
La sacra icona della Madonna di Capo Colonna è l'immagine più rappresentativa della città di Crotone e il suo culto è ormai da secoli un simbolo per tutti i crotonesi, anche se non è possibile delinearne un quadro storico preciso. In merito alla sacra immagine, infatti, i racconti giunti sino a noi non sempre risultano attendibili e non è possibile rintracciare notizie negli archivi storici ecclesiastici crotonesi, perché gran parte delle fonti in essi conservate sono andate distrutte in un incendio che divampò nella basilica e nell'episcopio cittadino intorno al XVI secolo. Le notizie giunte sino a noi sono antichi racconti che intrecciano fonti storiche a storie leggendarie. Le fonti storiche più attendibili raccontano che già in tempi antichi, annualmente, i crotoniati facevano pellegrinaggi presso il promontorio di Capo Lacinio per celebrare e ringraziare Hera, la dea della vita e della fertilità. Con l'avvento del cristianesimo questo culto pagano venne sostituito dalla venerazione della Vergine Maria. La tradizione più antica racconta infatti che la sacra immagine di origine bizantina fu portata sul promontorio crotonese da San Dionigi, un giudice ateniese che, dopo esser stato convertito al cristianesimo da San Paolo, giunse a Crotone e ne divenne il primo vescovo.
Secondo il racconto il Santo, dopo aver trovato l’immagine, la portò nel tempio di Hera Lacinia in cui per secoli si era svolto il culto pagano, iniziando i crotonesi alla venerazione della Sacra Icona. Un'altra versione racconta che il quadro, proveniente dall'oriente, in origine raffigurava la Vergine a mezzo busto; fu ritrovato da un artista crotonese il quale, dopo averlo trasportato su tela, lo completò, ricreando la figura intera della Vergine e abbellendolo infine con una lamina prima dorata e poi argentea. Nemmeno sull'autore dell'opera si hanno notizie certe e attendibili. Un'antica tradizione racconta che la tela originale sarebbe stata realizzata da San Luca evangelista, ma questo racconto sarebbe poco attendibile, perché il dipinto della Vergine di Capo Colonna risalirebbe al X – XI secolo e sarebbe di stile bizantino, quindi realizzato in tempi successivi. Questa versione potrebbe essere influenzata dal fatto che San Luca è conosciuto come un abile pittore che realizzò numerosi dipinti raffiguranti la Vergine Maria. Un altro racconto attribuisce il dipinto a un altro San Luca detto l’Archimatrite, un abate che resse uno dei monasteri basiliani presente un tempo a Capo Colonna.
Questa seconda versione sembrerebbe trovare maggiore riscontro perché l’attuale quadro presenta molti caratteri dello stile bizantino, praticato durante l'epoca del monachesimo basiliano; elementi caratteristici di questo stile si possono ritrovare soprattutto nella parte superiore dell'immagine, dove sono raffigurati la testa della Vergine e il volto del Bambino.

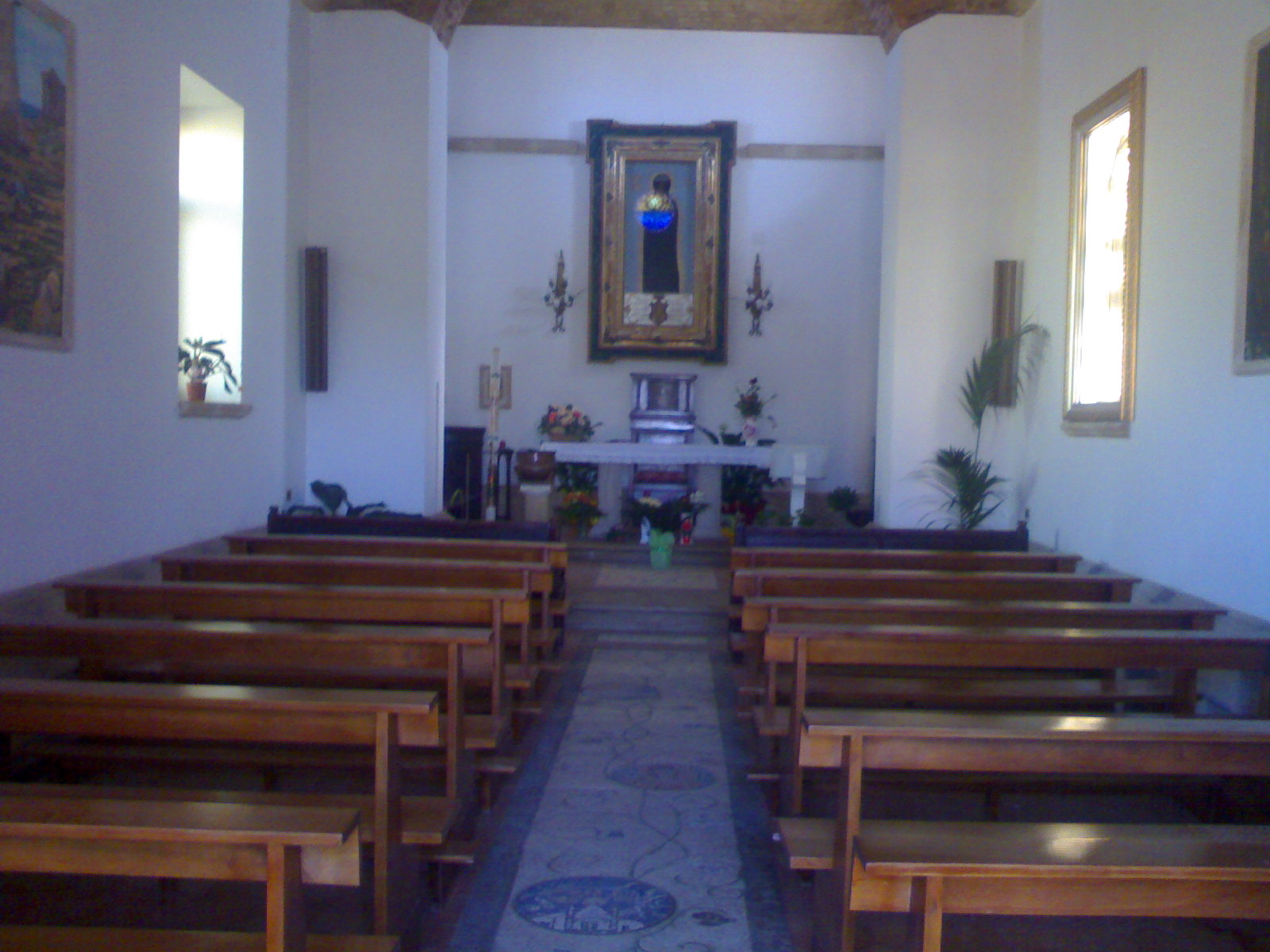
L'interno del santuario

La parte inferiore del dipinto appare poco nitida e sembra esser stata realizzata con tecniche diverse rispetto all'originale : il manto della Vergine non è di stile bizantino e parecchi ritocchi sarebbero riconducibili al XV secolo. Questi dettagli confermerebbero il fatto che il dipinto attuale sia in realtà un trasporto dell'immagine originale. Alcuni episodi storici ci fanno capire che la Sacra Icona era già venerata nel XV secolo. Nel giugno del 1519 i Turchi giunsero a Capo colonna e dopo aver trovato sul promontorio Lacinio il quadro della Vergine Maria, appiccarono un incendio e tentarono di bruciare la tela, ma nonostante il fuoco si fosse protratto per qualche giorno, il dipinto rimase intatto emanando una grande luce. I turchi stupefatti e spaventati da ciò che era successo decisero di portar via la tela su una delle loro navi, ma la loro imbarcazione rimase ferma; decisero quindi di gettare il dipinto in mare e la barca finalmente si mosse. Qualche giorno dopo il quadro fu ritrovato da Agazio Lo Morello, un contadino del posto che nascose la tela e solo in punto di morte confessò il suo segreto.

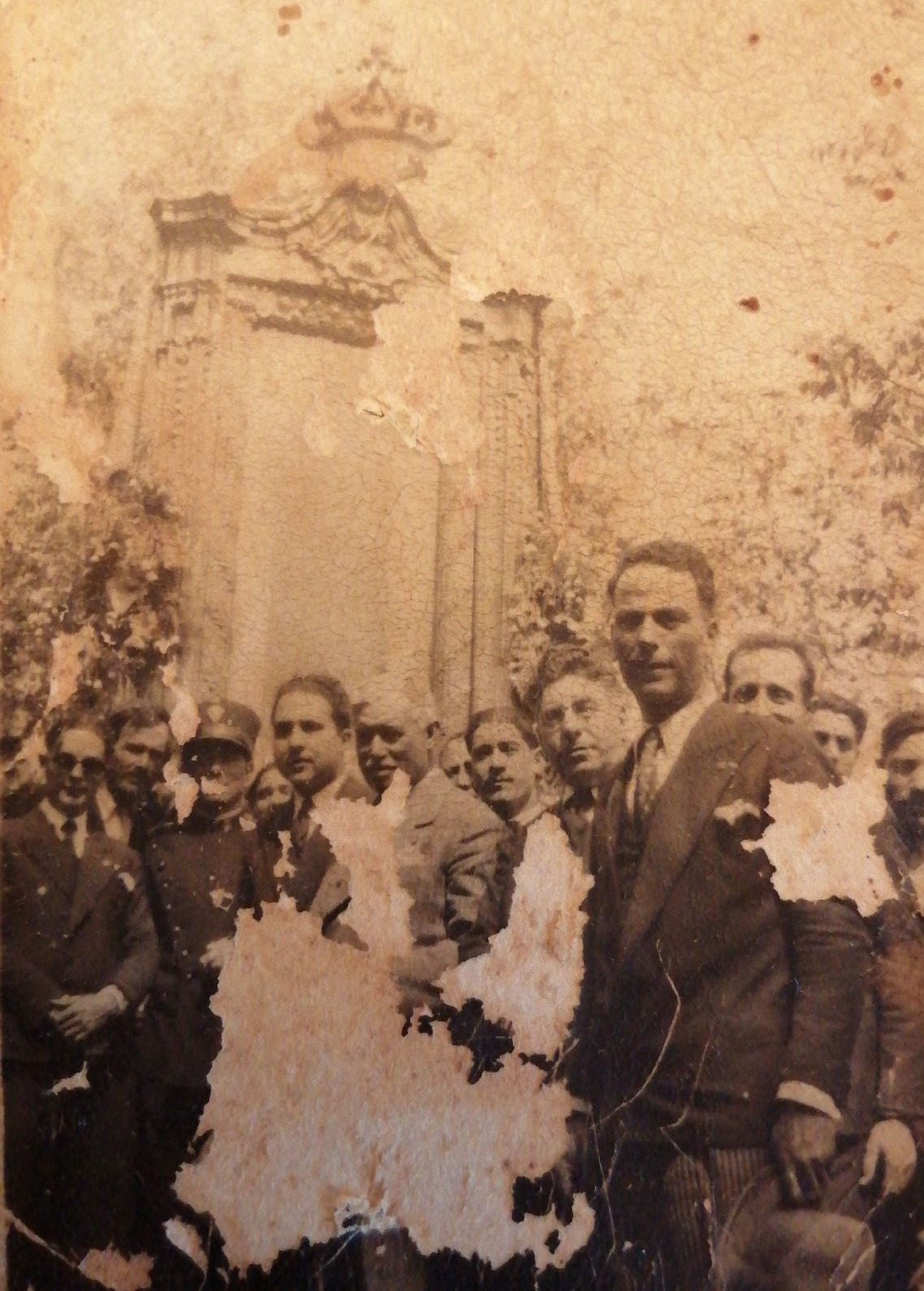
L'effige della Madonna di Capo Colonna portata a spalle in una foto d'epoca del 1932.

Nel 1638 i turchi tentarono di assediare Crotone ma il popolo crotonese, per combattere il nemico, decise di esporre l'immagine della Vergine sulle mura della città, invocando il suo aiuto e la sua protezione. I turchi, appena videro l'immagine della Madonna, la riconobbero e spaventati scapparono dalla città e rinunciarono all'assedio. Nel 1600 venne realizzata una miniatura del quadro originale, allo scopo di preservare quest'ultimo e per avere una copia del quadro che fosse maggiormente trasportabile per le vie della città durante le processioni. Questa riproduzione è conosciuta come "il quadricello" ed è stata realizzata da alcuni artisti della scuola napoletana. Negli anni successivi ne fu fatta un'ulteriore copia e quest'ultima è quella che viene portata annualmente in processione. La tela originale nel 1749, su richiesta di Monsignor Costa, vescovo di Crotone, fu laminata in argento e nel 1929 anche "il quadricello" venne bordato da una cornice d’argento. La Sacra Icona è attualmente custodita nella Cattedrale di Crotone e dal 1988 la Madonna di Capo Colonna è patrona dell’Arcidiocesi di Crotone – Santa Severina. Alla Vergine vengono attribuiti numerosi miracoli e il popolo crotonese le è fortemente devoto.

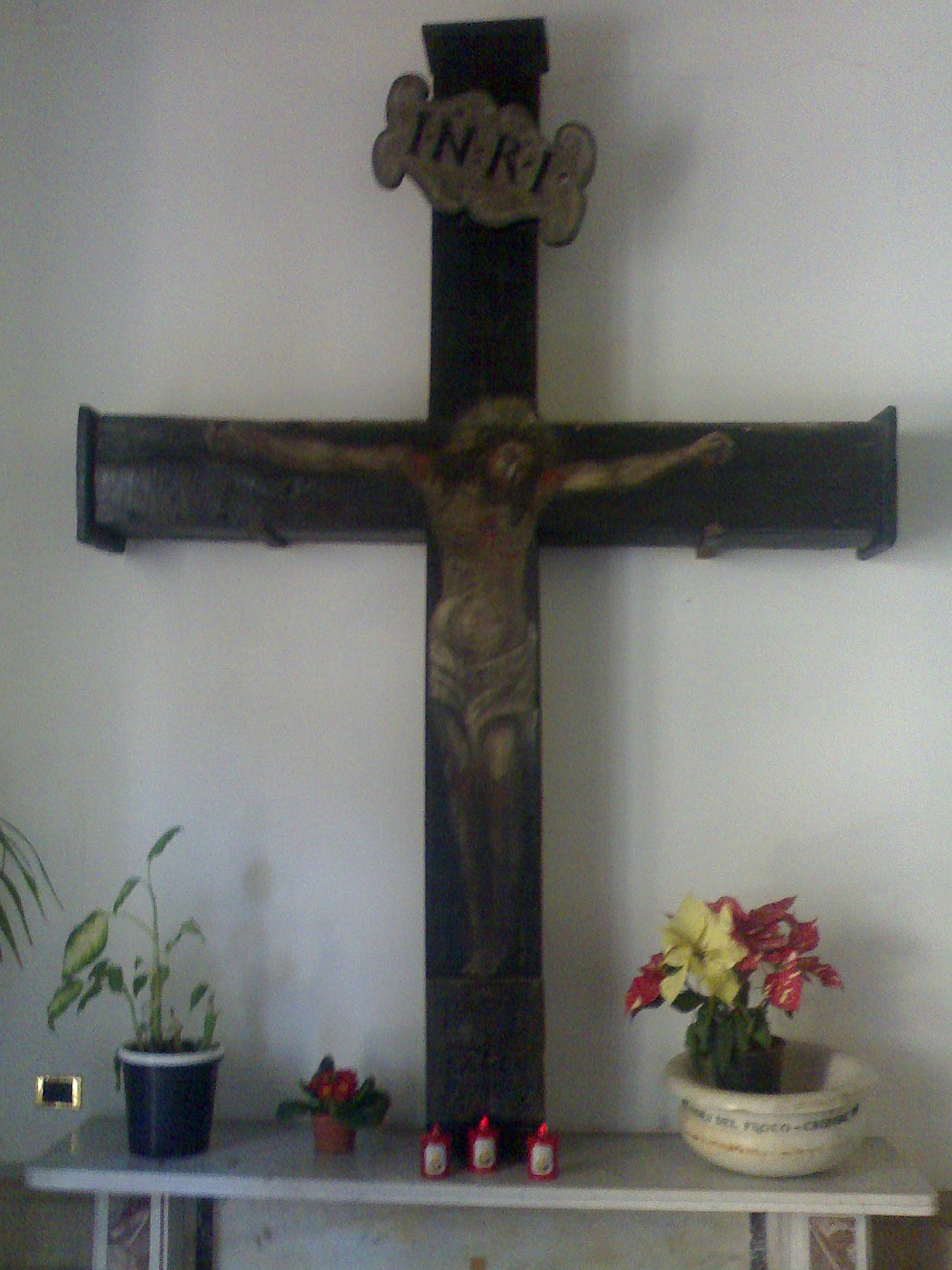
La croce all'interno del santuario

Il mese di maggio è per i crotonesi interamente dedicato alla festa in onore della Vergine di Capo Colonna. Ogni sette anni la festa assume un tono solenne perché, al posto della miniatura moderna, viene portato in processione il quadro "originale". Il terzo sabato di maggio si compie l'annuale pellegrinaggio notturno, che vede i fedeli crotonesi accompagnare l'icona della Vergine dal Duomo al promontorio di Capo Colonna, dove si trova il Santuario a lei dedicato. Il grande quadro o il quadricello restano nella chiesetta di Capo Colonna per la sola giornata di domenica, e la stessa sera vengono imbarcati e trasportati via mare fino al porto di Crotone, dove la sacra immagine viene accolta dai fedeli che la riaccompagnano al duomo. Durante la festa "settennale"  il rientro non viene effettuato via mare, ma il quadro della Vergine viene posto su un carro trainato da buoi e percorre la stessa strada che i fedeli percorrono durante il pellegrinaggio notturno del sabato.